# Laureaci Nagrody Banku Szwecji im. Alfreda Nobla w dziedzinie ekonomii
Nagroda Banku Szwecji im. Alfreda Nobla w dziedzinie nauk ekonomicznych − nagroda przyznawana przez Królewską Szwedzką Akademię Nauk. 
Nagroda ta nie została wymieniona w testamencie Alfreda Nobla. Jest fundowana od 1969 roku przez szwedzki bank centralny − Bank Szwedzki − czyli nie pochodzi z funduszy z których jest finansowanych pięć Nagród Nobla.

## Lista laureatów
Do 2024 roku przyznano 56 nagród, którymi wyróżniono 96 laureatów. Najwięcej laureatów (15) pochodziło z Uniwersytetu Chicagowskiego. Do 2007 r. najwięcej nagród (8) przyznano w dziedzinie makroekonomii.
| Rok  | Wyróżniony             | Wyróżniony            | Dziedzina                                              | Osiągnięcia |
| ---- | ---------------------- | --------------------- | ------------------------------------------------------ | --- |
| 1969 |                        | Ragnar Frisch         | Ekonometria                                            | za rozwój i zastosowanie modeli dynamicznych do analizy procesów ekonomicznych                                                                                                  |
| 1969 | Jan Tinbergen          |                       | Ekonometria                                            | za rozwój i zastosowanie modeli dynamicznych do analizy procesów ekonomicznych                                                                                                  |
| 1970 |                        | Paul Samuelson        | Teoria równowagi ogólnej i teoria równowag cząstkowych | za pracę naukową, poprzez którą rozwinął statyczną i dynamiczną teorię ekonomii i aktywnie przyczynił się do podniesienia poziomu analizy w naukach ekonomicznych               |
| 1971 |                        | Simon Kuznets         | Wzrost gospodarczy i historia gospodarcza              | za opartą na badaniach empirycznych interpretację wzrostu gospodarczego, która dała nowe i pogłębiła istniejące zrozumienie ekonomiczne struktur społecznych i procesów rozwoju |
| 1972 |                        | John Hicks            | Teoria równowagi ogólnej                               | za pionierski wkład w ekonomiczną teorię równowagi ogólnej oraz ekonomii dobrobytu                                                                                              |
| 1972 | Kenneth Arrow          |                       | Teoria równowagi ogólnej                               | za pionierski wkład w ekonomiczną teorię równowagi ogólnej oraz ekonomii dobrobytu                                                                                              |
| 1973 |                        | Wassily Leontief      | Analiza nakładów i wyników                             | za rozwój metody nakładów i wyników i jej zastosowanie do ważnych problemów ekonomicznych                                                                                       |
| 1974 |                        | Gunnar Myrdal         | Makroekonomia i ekonomia instytucjonalna               | za pionierską pracę w dziedzinie teorii pieniądza i wahań gospodarczych oraz za pogłębioną analizę współzależności zjawisk ekonomicznych, społecznych i instytucjonalnych       |
| 1974 | Friedrich Hayek        |                       | Makroekonomia i ekonomia instytucjonalna               | za pionierską pracę w dziedzinie teorii pieniądza i wahań gospodarczych oraz za pogłębioną analizę współzależności zjawisk ekonomicznych, społecznych i instytucjonalnych       |
| 1975 |                        | Leonid Kantorowicz    | Teoria optymalnej alokacji zasobów                     | za wkład w teorię optymalnej alokacji zasobów |
| 1975 | Tjalling Koopmans      |                       | Teoria optymalnej alokacji zasobów                     | za wkład w teorię optymalnej alokacji zasobów |
| 1976 |                        | Milton Friedman       | Makroekonomia                                          | za osiągnięcia w dziedzinie analizy konsumpcji, historii i teorii monetarnej oraz za przedstawienie złożoności polityki stabilizacyjnej                                         |
| 1977 |                        | Bertil Ohlin          | Międzynarodowe stosunki gospodarcze                    | za przełomowy wkład w teorię handlu międzynarodowego i międzynarodowych przepływów kapitałowych                                                                                 |
| 1977 | James Meade            |                       | Międzynarodowe stosunki gospodarcze                    | za przełomowy wkład w teorię handlu międzynarodowego i międzynarodowych przepływów kapitałowych                                                                                 |
| 1978 |                        | Herbert Simon         | Badania operacyjne (zarządzanie)                       | za pionierskie badania procesów podejmowania decyzji wewnątrz organizacji gospodarczych                                                                                         |
| 1979 |                        | Theodore Schultz      | Ekonomia rozwoju                                       | za pionierski wkład w badania rozwoju gospodarczego ze szczególnym uwzględnieniem problemów krajów rozwijających się                                                            |
| 1979 | Arthur Lewis           |                       | Ekonomia rozwoju                                       | za pionierski wkład w badania rozwoju gospodarczego ze szczególnym uwzględnieniem problemów krajów rozwijających się                                                            |
| 1980 |                        | Lawrence Klein        | Makroekonometria                                       | za stworzenie modeli ekonometrycznych i ich zastosowanie do analizy wahań ekonomicznych i polityki ekonomicznej                                                                 |
| 1981 |                        | James Tobin           | Makroekonomia                                          | za analizę rynków finansowych i ich związków z decyzjami o wydatkach, zatrudnieniem, produkcją i cenami                                                                         |
| 1982 |                        | George Stigler        | Organizacja przemysłu                                  | za nowatorskie badania nad strukturami przemysłu, funkcjonowaniem rynków oraz przyczynami i skutkami regulacji publicznej                                                       |
| 1983 |                        | Gérard Debreu         | Teoria równowagi ogólnej                               | za wdrożenie do teorii ekonomii nowych metod analitycznych oraz za nowe ścisłe sformułowanie teorii równowagi ogólnej                                                           |
| 1984 |                        | Richard Stone         | Pomiar produktu narodowego                             | za zasadniczy wkład w rozwój systemów rachunku narodowego, a tym samym ogromne usprawnienie podstaw empirycznej analizy ekonomicznej                                            |
| 1985 |                        | Franco Modigliani     | Makroekonomia                                          | za pionierskie analizy oszczędzania i rynków finansowych |
| 1986 |                        | James M. Buchanan Jr. | Finanse publiczne                                      | za rozwój kontraktowych i konstytucyjnych podstaw teorii podejmowania decyzji ekonomicznych i politycznych                                                                      |
| 1987 |                        | Robert M. Solow       | Teoria wzrostu gospodarczego                           | za wkład w teorię wzrostu gospodarczego |
| 1988 |                        | Maurice Allais        | Teoria równowagi ogólnej i teoria równowag cząstkowych | za pionierski wkład w teorię rynków i efektywnego wykorzystywania zasobów |
| 1989 |                        | Trygve Haavelmo       | Ekonometria                                            | za wyjaśnienie podstaw ekonometrii w oparciu o rachunek prawdopodobieństwa i analizę równoczesnych struktur ekonomicznych                                                       |
| 1990 |                        | Harry Markowitz       | Ekonomia finansowa                                     | za pionierskie prace w teorii ekonomii finansowej |
| 1990 | Merton Miller          |                       | Ekonomia finansowa                                     | za pionierskie prace w teorii ekonomii finansowej |
| 1990 | William Sharpe         |                       | Ekonomia finansowa                                     | za pionierskie prace w teorii ekonomii finansowej |
| 1991 |                        | Ronald Coase          | Teoria instytucji                                      | za odkrycie i wyjaśnienie wpływu kosztów transakcyjnych i praw własności na strukturę instytucjonalną i funkcjonowanie gospodarki                                               |
| 1992 |                        | Gary Becker           | Mikroekonomia i socjologia ekonomiczna                 | za rozszerzenie zakresu analizy mikroekonomicznej na szeroki zakres ludzkich zachowań i interakcji, włączając zachowania pozarynkowe                                            |
| 1993 |                        | Robert Fogel          | Historia gospodarcza                                   | za wkład w odnowę historii gospodarczej poprzez zastosowanie teorii ekonomii i metod ilościowych do objaśnienia zmian gospodarczych i instytucjonalnych                         |
| 1993 | Douglass North         |                       | Historia gospodarcza                                   | za wkład w odnowę historii gospodarczej poprzez zastosowanie teorii ekonomii i metod ilościowych do objaśnienia zmian gospodarczych i instytucjonalnych                         |
| 1994 |                        | Reinhard Selten       | Teoria gier                                            | za pionierską analizę równowagi w teorii gier niekooperacyjnych |
| 1994 | John Forbes Nash       |                       | Teoria gier                                            | za pionierską analizę równowagi w teorii gier niekooperacyjnych |
| 1994 | John Harsanyi          |                       | Teoria gier                                            | za pionierską analizę równowagi w teorii gier niekooperacyjnych |
| 1995 |                        | Robert Lucas Jr.      | Makroekonomia                                          | za rozwój i zastosowanie hipotezy racjonalnych oczekiwań, a tym samym przekształcenie analizy makroekonomicznej i głębsze zrozumienie polityki gospodarczej                     |
| 1996 |                        | James Mirrlees        | Ekonomia informacji                                    | za fundamentalny wkład w ekonomiczną teorię bodźców w warunkach asymetrii informacji                                                                                            |
| 1996 | William Vickrey        |                       | Ekonomia informacji                                    | za fundamentalny wkład w ekonomiczną teorię bodźców w warunkach asymetrii informacji                                                                                            |
| 1997 |                        | Robert Merton         | Ekonomia finansowa                                     | za nowatorską metodę wyznaczania wartości instrumentów pochodnych |
| 1997 | Myron Scholes          |                       | Ekonomia finansowa                                     | za nowatorską metodę wyznaczania wartości instrumentów pochodnych |
| 1998 |                        | Amartya Sen           | Ekonomia dobrobytu                                     | za wkład w ekonomię dobrobytu |
| 1999 |                        | Robert Mundell        | Makroekonomia międzynarodowa                           | za analizę polityki pieniężnej i fiskalnej w warunkach różnych reżimów kursów wymiany oraz analizę optymalnych obszarów walutowych                                              |
| 2000 |                        | James Heckman         | Ekonometria                                            | za rozwój teorii i metod analizowania prób selektywnych |
| 2000 |                        | Daniel McFadden       | Ekonometria                                            | za rozwój teorii i metod analizowania wyborów dyskretnych |
| 2001 |                        | George A. Akerlof     | Ekonomia informacji                                    | za analizę rynków z asymetrią informacji |
| 2001 | Michael Spence         |                       | Ekonomia informacji                                    | za analizę rynków z asymetrią informacji |
| 2001 | Joseph E. Stiglitz     |                       | Ekonomia informacji                                    | za analizę rynków z asymetrią informacji |
| 2002 |                        | Daniel Kahneman       | Psychologia ekonomiczna i ekonomia eksperymentalna     | za zintegrowanie wniosków z badań psychologicznych do nauk ekonomicznych, szczególnie dotyczących ludzkich osądów i podejmowania decyzji w warunkach niepewności                |
| 2002 |                        | Vernon Smith          | Psychologia ekonomiczna i ekonomia eksperymentalna     | za ustanowienie eksperymentów laboratoryjnych narzędziem empirycznej analizy ekonomicznej, szczególnie do badania alternatywnych mechanizmów rynkowych                          |
| 2003 |                        | Robert Engle          | Ekonometria                                            | za metody analizy ekonomicznych szeregów czasowych ze zmienną w czasie wariancją (model ARCH)                                                                                   |
| 2003 |                        | Clive Granger         | Ekonometria                                            | za metody analizy ekonomicznych szeregów czasowych ze wspólnymi trendami (kointegrację)                                                                                         |
| 2004 |                        | Finn E. Kydland       | Makroekonomia                                          | za wkład w makroekonomię dynamiczną: spójność polityki gospodarczej w czasie oraz przyczyny leżące u podstaw cykli koniunkturalnych                                             |
| 2004 | Edward C. Prescott     |                       | Makroekonomia                                          | za wkład w makroekonomię dynamiczną: spójność polityki gospodarczej w czasie oraz przyczyny leżące u podstaw cykli koniunkturalnych                                             |
| 2005 |                        | Robert J. Aumann      | Teoria gier                                            | za poszerzenie naszego rozumienia konfliktu i kooperacji poprzez analizę z użyciem teorii gier                                                                                  |
| 2005 | Thomas C. Schelling    |                       | Teoria gier                                            | za poszerzenie naszego rozumienia konfliktu i kooperacji poprzez analizę z użyciem teorii gier                                                                                  |
| 2006 |                        | Edmund S. Phelps      | Makroekonomia                                          | za analizę zależności międzyokresowych w polityce makroekonomicznej |
| 2007 |                        | Leonid Hurwicz        | Mikroekonomia                                          | za położenie podwalin pod teorię mechanism design |
| 2007 | Eric S. Maskin         |                       | Mikroekonomia                                          | za położenie podwalin pod teorię mechanism design |
| 2007 | Roger B. Myerson       |                       | Mikroekonomia                                          | za położenie podwalin pod teorię mechanism design |
| 2008 |                        | Paul Krugman          | Ekonomia międzynarodowa                                | za analizę wzorców handlu i lokalizacji działalności gospodarczej |
| 2009 |                        | Elinor Ostrom         | Zarządzanie                                            | za analizę ekonomicznych aspektów zarządzania |
| 2009 | Oliver E. Williamson   |                       | Zarządzanie                                            | za analizę ekonomicznych aspektów zarządzania |
| 2010 |                        | Peter Diamond         | Mikroekonomia                                          | za analizę rynków z frykcjami poszukiwań |
| 2010 | Dale Mortensen         |                       | Mikroekonomia                                          | za analizę rynków z frykcjami poszukiwań |
| 2010 | Christopher Pissarides |                       | Mikroekonomia                                          | za analizę rynków z frykcjami poszukiwań |
| 2011 |                        | Thomas Sargent        | Makroekonomia                                          | za empiryczne badania nad przyczynami i skutkami w makroekonomii |
| 2011 | Christopher Sims       |                       | Makroekonomia                                          | za empiryczne badania nad przyczynami i skutkami w makroekonomii |
| 2012 |                        | Alvin E. Roth         | Teoria gier                                            | za teorię stabilnych alokacji i wykorzystanie projektowania rynku |
| 2012 | Lloyd Shapley          |                       | Teoria gier                                            | za teorię stabilnych alokacji i wykorzystanie projektowania rynku |
| 2013 |                        | Robert J. Shiller     | Ekonomia finansowa                                     | za empiryczne badania cen aktywów |
| 2013 | Eugene Fama            |                       | Ekonomia finansowa                                     | za empiryczne badania cen aktywów |
| 2013 | Lars Peter Hansen      |                       | Ekonomia finansowa                                     | za empiryczne badania cen aktywów |
| 2014 |                        | Jean Tirole           | Organizacja przemysłu i mikroekonomia                  | za analizę siły rynkowej i regulacji |
| 2015 |                        | Angus Deaton          | mikroekonomia                                          | za analizę konsumpcji, ubóstwa i dobrobytu |
| 2016 |                        | Oliver Hart           | Teoria ekonomii, teoria kontraktu                      | za ich wkład w teorię kontraktów |
| 2016 | Bengt Holmström        |                       | Teoria ekonomii, teoria kontraktu                      | za ich wkład w teorię kontraktów |
| 2017 |                        | Richard Thaler        | finanse behawioralne                                   | za wkład w ekonomię behawioralną |
| 2018 |                        | William Nordhaus      | makroekonomia                                          | za włączenie zmian klimatu do długookresowych analiz makro-ekonomicznych |
| 2018 |                        | Paul Romer            | makroekonomia                                          | za włączenie innowacji technologicznych do długookresowych analiz makro-ekonomicznych                                                                                           |
| 2019 |                        | Abhijit Banerjee      | walka z ubóstwem                                       | za ich eksperymentalne podejście do łagodzenia światowego ubóstwa |
| 2019 | Esther Duflo           |                       | walka z ubóstwem                                       | za ich eksperymentalne podejście do łagodzenia światowego ubóstwa |
| 2019 | Michael Kremer         |                       | walka z ubóstwem                                       | za ich eksperymentalne podejście do łagodzenia światowego ubóstwa |
| 2020 |                        | Paul Milgrom          | aukcje                                                 | za ulepszenie teorii aukcji i wynalezienie nowych formatów aukcji |
| 2020 | Robert B. Wilson       |                       | aukcje                                                 | za ulepszenie teorii aukcji i wynalezienie nowych formatów aukcji |
| 2021 |                        | David Card            | eksperyment w warunkach naturalnych                    | za empiryczny wkład w ekonomikę pracy |
| 2021 |                        | Joshua Angrist        | eksperyment w warunkach naturalnych                    | za ich metodologiczny wkład w analizę związków przyczynowych |
| 2021 | Guido Imbens           |                       | eksperyment w warunkach naturalnych                    | za ich metodologiczny wkład w analizę związków przyczynowych |
| 2022 |                        | Ben Bernanke          | bankowość                                              | za badania bankowości i kryzysów finansowych |
| 2022 | Douglas Diamond        |                       | bankowość                                              | za badania bankowości i kryzysów finansowych |
| 2022 | Philip Dybvig          |                       | bankowość                                              | za badania bankowości i kryzysów finansowych |
| 2023 |                        | Claudia Goldin        | Rynek pracy                                            | za pogłębienie naszej wiedzy na temat sytuacji kobiet na rynku pracy |
| 2024 |                        | Daron Acemoğlu        | Makroekonomia                                          | za badania nad tym, jak powstają instytucje i jak wpływają na dobrobyt |
| 2024 | Simon Johnson          |                       | Makroekonomia                                          | za badania nad tym, jak powstają instytucje i jak wpływają na dobrobyt |
| 2024 | James Alan Robinson    |                       | Makroekonomia                                          | za badania nad tym, jak powstają instytucje i jak wpływają na dobrobyt |